# 불변량 이론
1. 불변량이론은 대수기하학에서 정의되는 기본적인 개념이다.
2. 불변량이론이라는 조합에서 사용되는 이론도 있지만, 이번 문서와는 관계없다. 조합에서의 불변량이론은 기초적인 내용이다.
3. 상대성 불변량이론과는 다르게 불변량이론은 한 아이디얼의 정칙함수에서 나온 파생적인 개념으로, 초월차수와는 다른 형태를 보인다.
4. 이런 불변량 이론의 정의로는 군의 대수 다향체에 대한 위의 작용을 연구하는 것이다.
5. 데이비드 멈퍼드의 기하 불변량이론은 스킴의 정의로 재정의 되었다.
  - 특이점 이론(영어: singularity theory)에서는 대수다양체의 특이점을 분류·연구한다.
  - 계산 대수기하학(영어: computational algebraic geometry)에서는 주어진 대수다양체의 성질들을 계산하는 알고리즘을 다룬다.
  - 비가환 대수기하학(영어: noncommutative algebraic geometry)은 스킴이 국소적으로 가환환인 것과 반대로, 비가환 대수적 구조들을 기하학적 기법들
    - 실수 대수기하학(영어: real algebraic geometry)은 복소수 대신 실수 위의 초곡면들을 다룬다. 이 경우, 실수가 대수적으로 닫힌 체가 아니기 때문에 복소수의 경우 등장하지 않는 여러 현상들이 존재한다.
      - 고전적 대수기하학은 복소수와 같은 대수적으로 닫힌 체에서의 대수다양체의 분류를 목표로 한다. 즉, 주어진 차원에서 대수다양체의 쌍유리 동치에 대한 동치류를 열거하고, 또한 주어진 대수다양체 속에서 부분다양체로 존재하는 대수다양체들의 동치류를 분류한다.

## 같이 보기
- 불변량